# Archäologischer Weichselfund 2012

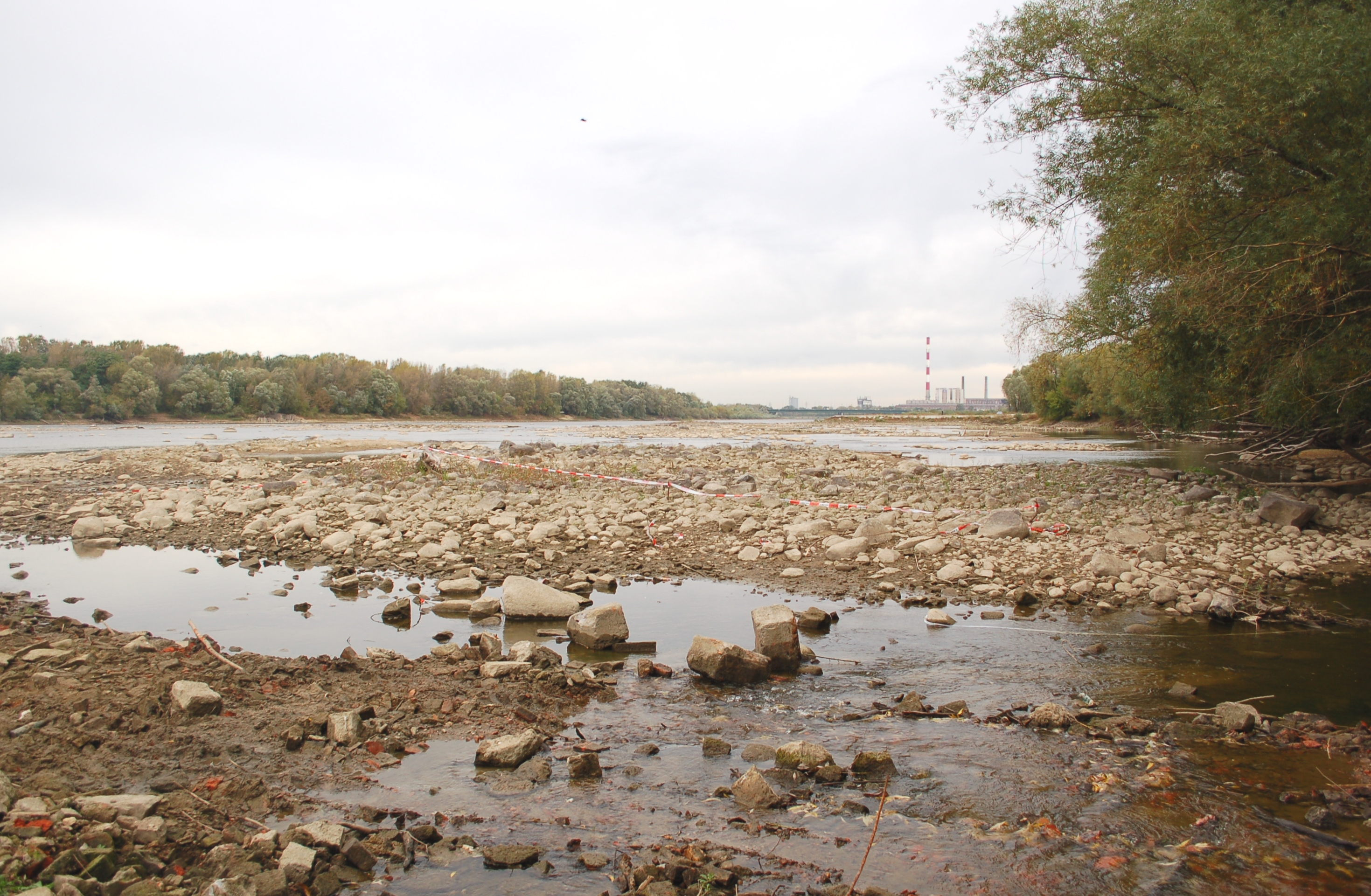
Der Fundort im ausgetrockneten Weichsel-Flussbett. Im Hintergrund ist das Żerań-Kraftwerk erkennbar

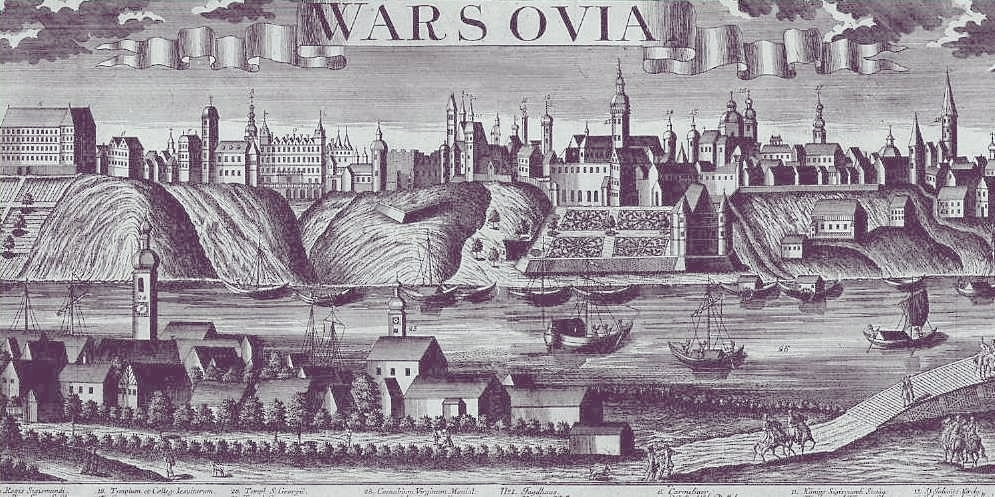
Das Warschauer Panorama zur Zeit der Eroberung durch die schwedischen Truppen in der Mitte des 17. Jahrhunderts; nach einem Stich von Friedrich Bernhard Werner

Als archäologischer Weichselfund 2012 werden verschiedene historische Gebäudefragmente aus dem 17. Jahrhundert bezeichnet, die Mitte September 2012 in Warschau bei einem historischen Wassertiefstand der Weichsel im teilweise ausgetrockneten Flussbett gefunden wurden. Die aus Marmor hergestellten und verzierten Verkleidungs- und Dekorationselemente (Vasen, Brunnen, Balustraden-, Giebel-, Treppen- und Gewölbeteile) stammen vom Königlichen Schloss sowie der Villa Regia in Warschau. Einige Artefakte zeigen das Wappen der Herrscherfamilie Wasa.

## Geschichte
Die Bauteile waren während der Besetzung der Stadt beim Zweiten Nordischen Krieg (in Polen als „schwedische Sintflut“ bezeichnet) auf Anweisung Königs Karl X. Gustav von den plündernden schwedischen Truppen geraubt worden. Auf mehreren Kähnen sollten die wertvollen Bauplastiken nach Danzig transportiert werden, um von dort aus per Seetransport nach Schweden geschickt zu werden. Einer der überladenen Kähne lief bei der Ausfahrt aus Warschau etwa auf Höhe der später errichteten Zitadelle auf Grund und zerbrach. Die Ladung sank auf den Flussgrund. Der damalige Bürgermeister der Stadt informierte König Johann II. Kasimir über den Vorgang wie auch die etwaige Lage des gesunkenen Beutegutes, sah sich aber außerstande, die Teile zu heben.
Bereits im Jahr 2009 hatte das Archäologische Institut der Universität Warschau unter Begleitung des New Yorker Explorers Club begonnen, die versunkenen Bauteile zu suchen; einige konnten geborgen werden. Der damalige Bergungsversuch wurde von der historischen Dokumentation eines Zufallsfundes im Rahmen von Sandgewinnungsarbeiten auf der Weichsel im Jahr 1906 angeregt. Die 2009 von Tauchern durchgeführten Arbeiten wurden von den schlechten Sichtverhältnissen in der Weichsel behindert.

## Bergung
Der Wassertiefstand der Weichsel (58 Zentimeter) ermöglichte im September 2012 die bequeme Suche und Bergung auch des Großteils der versunkenen Ladung. Die Fundstelle liegt rund 500 m nördlich der „Danziger Brücke“ nahe dem rechten Weichselufer; das Wybrzeże Puckie verläuft in etwa 100 Meter Entfernung. Der Ort wurde auf Bitte des archäologischen Institutes umgehend von der Warschauer Polizei gesichert. Größere, bis zu 800 kg schwere Steinteile wurden von einem Mil Mi-8-Polizeihubschrauber auf das naheliegende Ufergelände verbracht und von dort zu einem Polizeilager transportiert. Zum Einsatz kam ebenfalls eine Pioniereinheit der polnischen Armee aus Kazuń Nowy, die mit zwei Amphibienfahrzeugen vom Typ PTS-M die Archäologen unterstützte. Neben den historischen Bauteilen wurden auch Blindgänger aus der Zeit des Zweiten Weltkriegs gefunden. Die geborgenen Teile werden nach ihrer Untersuchung beim Stadtkonservator vermutlich in das Schlossmuseum verbracht werden. Die Bedeutung des Fundes ist wegen der Zerstörung und nachfolgenden Sprengung des historischen Stadtschlosses und der Vernichtung aller Baupläne im Jahr 1944 groß. Heute gibt es nur wenige Originalbauten aus der Zeit vor der schwedischen Invasion in Warschau.
Warschaus Stadtpräsidentin Hanna Gronkiewicz-Waltz besuchte die Ausgrabungsstelle am 21. September 2012.